# 圣米歇尔多朗斯
圣米歇尔多朗斯（法語：Saint-Michel-d'Aurance，法語發音：[sɛ̃ miʃɛl doʁɑ̃s]）是法国阿尔代什省的一个市镇，属于罗讷河畔图尔农区。

## 地理
圣米歇尔多朗斯（44°54'7"N, 4°27'39"E）面积8.14 平方千米，位于法国奥弗涅-罗讷-阿尔卑斯大区阿尔代什省，该省份为法国东南部内陆省份，北起顺时针与卢瓦尔省、伊泽尔省、德龙省、沃克吕兹省、加尔省、洛泽尔省和上盧瓦爾省接壤。
与圣米歇尔多朗斯接壤的市镇（或旧市镇、城区）包括：勒谢拉尔、圣巴泰勒米勒梅伊、圣克里斯托尔、圣谢尔热-苏勒谢拉尔、贝尔桑特。

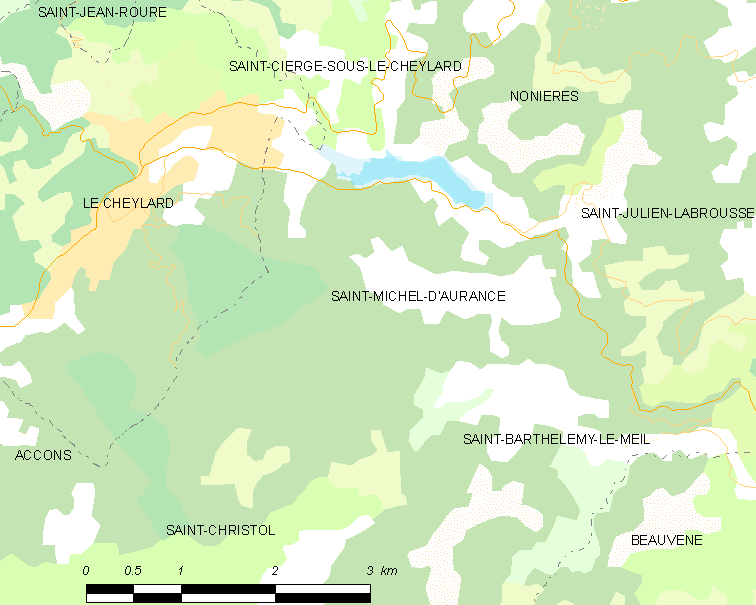
圣米歇尔多朗斯的OSM定位图

圣米歇尔多朗斯的时区为UTC+01:00、UTC+02:00（夏令时）。

## 行政
圣米歇尔多朗斯的邮政编码为07160，INSEE市镇编码为07276。

## 政治
圣米歇尔多朗斯所属的省级选区为上埃里约县。

## 人口

1962-2008年间圣米歇尔多朗斯人口变化图示

圣米歇尔多朗斯于2022年1月1日时的人口数量为262人。